# University of North Carolina Press
La University of North Carolina Press (o UNC Press), fondata nel 1922, è una casa editrice universitaria legata alla University of North Carolina. È membro dell'Association of American University Presses (AU Presses).